# 에어노스
에어노스(영어: Airnorth)는 오스트레일리아의 지역 항공사로 총 15개 노선을 취항하고 있다. 본사는 오스트레일리아 다윈에 위치해 있으며 1978년에 설립했다. 또한 사용하고 있는 허브 공항으로 다윈 국제공항이 있다.

## 역사
에어노스는 1978년 설립되어 1981년에 정기편을 취항시킬 때까지 전세 항공사로 운항을 시작했다. 2003년 10월 사우스 오스트레일리아 항공을 인수했으며 2004년 3월에 에뮤 항공을 인수했다. 2005년에 사우스 오스트레일리아 항공과 에뮤 항공을 합병하고 같은 해 9월에 양사 모두 운항을 중단했다. 또한 2004년 인도네시아의 항공사인 메르바티 누산타라 항공과 서티모르의 쿠반과 다윈을 잇는 노선을 신설해 엠브라에르 항공기 계약을 체결해 인도했다.
현재 에어노스는 지역 항공 연합사인 리저널링크 항공(영어: RegionalLink Airlines)의 주요 멤버 중 한 회사이다. 리저널링크 항공은 오스트레일리아 지역 항공사 사상 최초의 항공 동맹으로 항공사는 자체 브랜드에서 노선의 운항을 하고 있지만 기체 아래쪽에 리저널링크 항공(영어: RegionalLink Airlines) 로고가 장식되어 있다.

## 보유 기종
- 2012년 5월 기준으로 에어노스는 다음과 같은 기종을 보유하고 있다.

## 사진

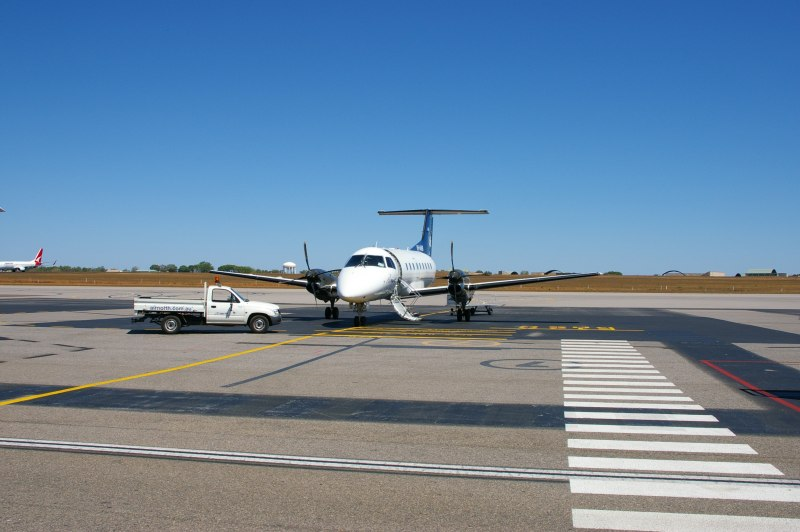
애어 노스의 엠브라에르 EMB 120 브라질리아
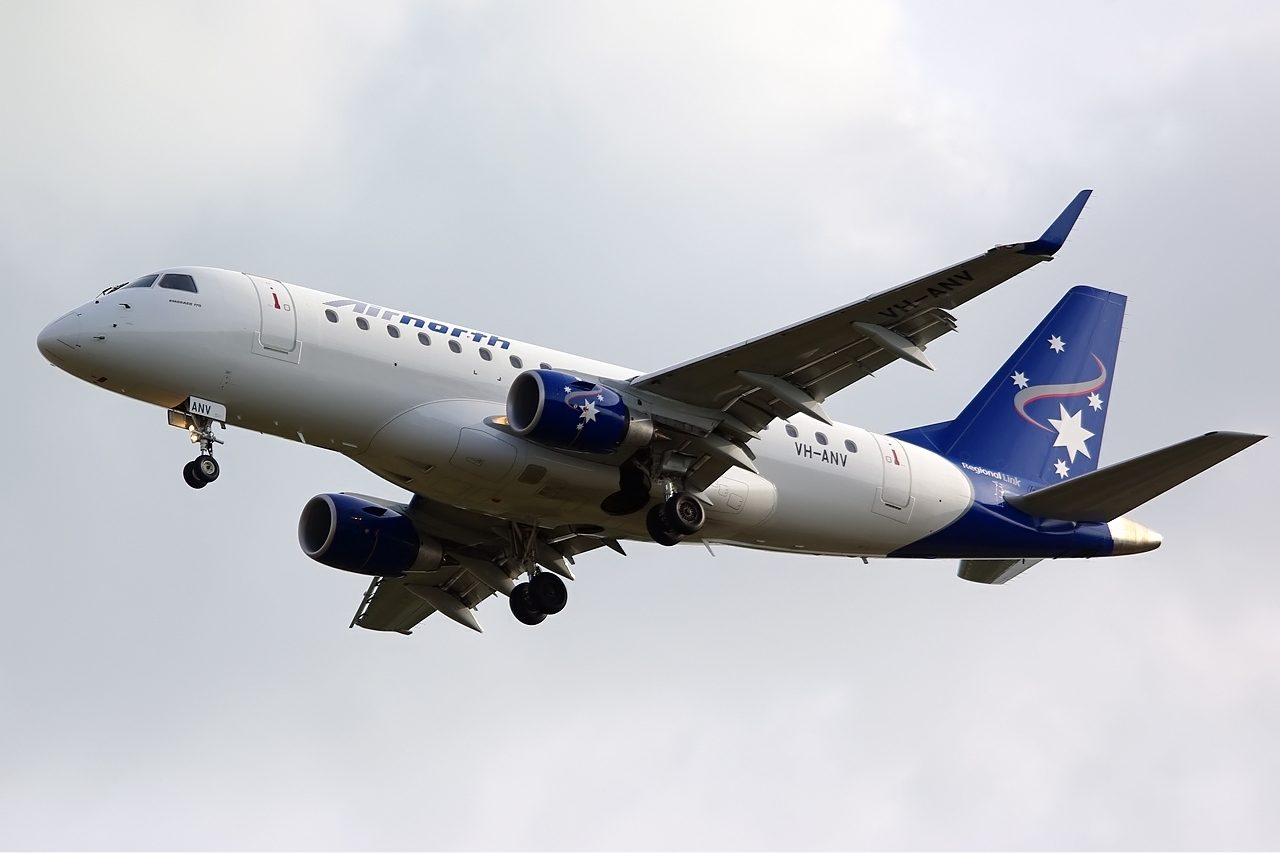
에어노스의 엠브라에르 E-170
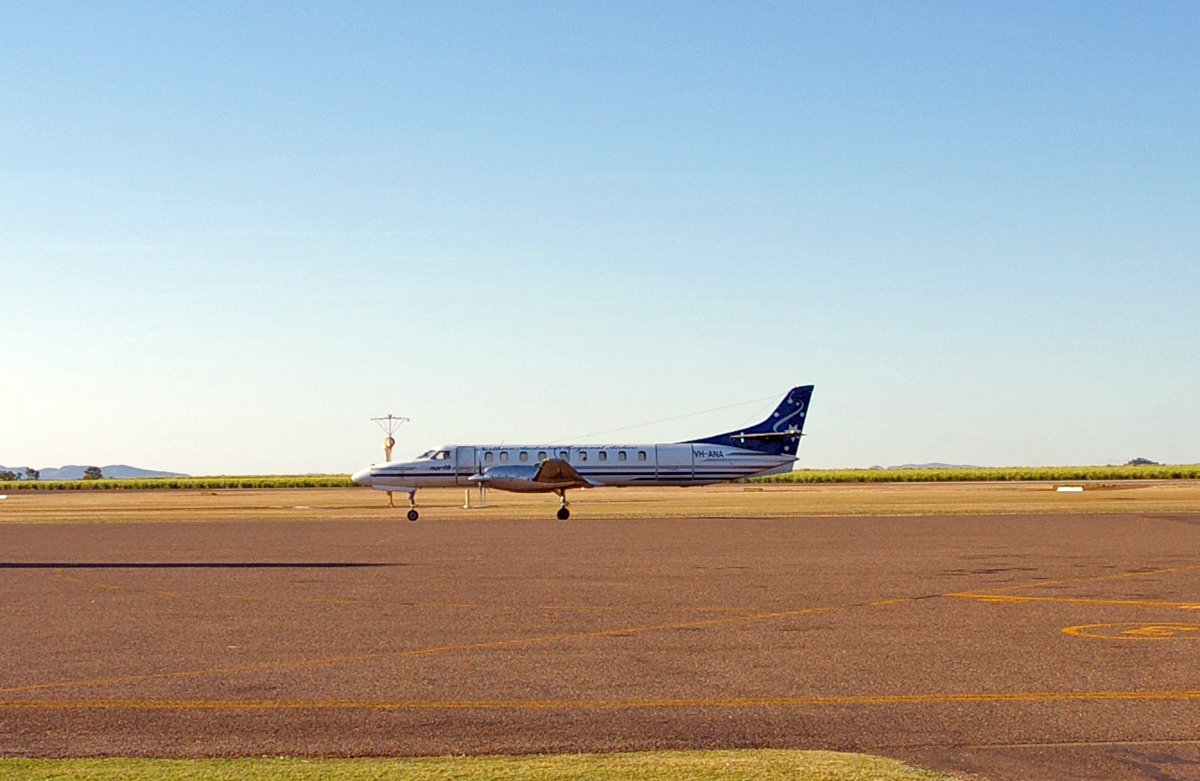
에어노스의 페어차일드 메트로